# Dan Gheorghiu
Daniel „Dan” Gheorghiu – rumuński szermierz. Uczestnik Letnich Igrzysk Olimpijskich 1928 w Amsterdamie.

## Igrzyska Olimpijskie 1928
Dan Gheorghiu uczestniczył zarówno w turnieju indywidualnym, jak i drużynowym szpadzistów  oraz w turnieju drużynowym florecistów rozgrywanych w ramach Letnich Igrzysk Olimpijskich 1928 w Amsterdamie. 
Podczas turnieju indywidualnego w szpadzie wygrał z Theodorem Fisherem z Niemiec, Elią Addą z Egiptu, Georgios Ambet z Grecji oraz Argentyńczykiem José Llauro. Nie zakwalifikował się do ćwierćfinału.
W drużynie wygrał dwa mecze z belgijskimi szpadzistami oraz jeden z Fritzem Gazzerą z Niemiec. Natomiast w turnieju florcistów wygrał z  Duńczykiem Johan Praem oraz dwoma niemieckimi Juliusem Thomsonem i Wilhelmem Löfflerem.